# Carissa spinarum
Carissa spinarum är en oleanderväxtart som beskrevs av Carl von Linné. Carissa spinarum ingår i släktet Carissa och familjen oleanderväxter. Inga underarter finns listade i Catalogue of Life.